# داستان ببر (فیلم)
داستان ببر (به انگلیسی: A Tiger's Tale) فیلمی محصول سال ۱۹۸۸ و به کارگردانی پیتر داگلاس است. در این فیلم بازیگرانی همچون آن مارگرت، سی توماس هوول، چارلز دارنینگ، کلی پرستون، آن وج‌ورث، ویلیام زابکا و شان پاتریک فلانری ایفای نقش کرده‌اند.